# Nursery-Gletscher
Der Nursery-Gletscher ist ein rund 30 km langer Gletscher an der Shackleton-Küste der antarktischen Ross Dependency. Er fließt in südöstlicher Richtung von der Westseite der Darley Hills zur Südseite des Kap Parr und mündet dort in das Ross-Schelfeis. 
Teilnehmer einer von 1959 bis 1960 durchgeführten Kampagne im Rahmen der New Zealand Geological Survey Antarctic Expedition benannten ihn nach dem englischen Begriff für „Kinderkrippe“, da während der Forschungsreise auf dem Gletscher ein Wurf von Schlittenhundwelpen zur Welt gekommen war.